# Campionato tahitiano di football americano 2016
Il Campionato tahitiano di football americano 2016 è stata la 9ª edizione del campionato di football americano di primo livello, organizzato dalla FTFA.

## Squadre partecipanti
| Club           | Città    | Stadio | Sponsor ufficiale | Risultato nella stagione 2015 |
| -------------- | -------- | ------ | ----------------- | ----------------------------- |
| A.S. Toa Oviri | Papeete  |        |                   |                               |
| Manu-Ura       | Paea     |        |                   |                               |
| Ono            | Punaauia |        |                   |                               |

## Stagione regolare

### Calendario

#### 1ª giornata
| Punaauia 19 marzo 2016, ore 18:30 | Ono | 20 – 0 | Toa Oviri | Stadio Punaruu |

#### 2ª giornata
| Paea 2 aprile 2016, ore 14:00 | Manu-Ura | 14 – 0 | Toa Oviri | Stadio Karl Coppenrath |

#### 3ª giornata
| Paea 16 aprile 2016, ore 15:00 | Manu-Ura | 30 – 18 | Ono | Stadio Karl Coppenrath |

#### 4ª giornata
| Papeete 1º maggio 2016, ore 18:00 | Toa Oviri | 6 – 12 | Ono | Stade Mission |

#### 5ª giornata
| Papeete 14 maggio 2016, ore 18:00 | Toa Oviri | 42 – 40 | Manu-Ura | Stade Mission |

#### 6ª giornata
| Papeete 28 maggio 2016 | Ono | 14 – 12 | Manu-Ura | Stade Mission |

### Classifica
La classifica della regular season è la seguente:
- PCT = percentuale di vittorie, G = partite giocate, V = partite vinte,  P = partite perse, PF = punti fatti, PS = punti subiti

| Pos. | Squadra   | PCT  | G | V | N | P | PF | PS |
| ---- | --------- | ---- | - | - | - | - | -- | -- |
| 1    | Ono       | .750 | 4 | 3 | 0 | 1 | 64 | 48 |
| 2    | Manu-Ura  | .500 | 4 | 2 | 0 | 2 | 96 | 74 |
| 3    | Toa Oviri | .250 | 4 | 1 | 0 | 3 | 48 | 86 |

## VIII Heiva Bowl
| Pirae 18 giugno 2016, ore 19:00 | Ono | 20 – 14 referto | Manu-Ura | Stadio Pater Te Hono Nui (400 spett.) |

## Verdetti
- Ono Campioni di Tahiti 2016